# Montagne de Monthiallier
De Montagne de Monthiallier (ook wel Mont Thiallier) is een Franse berg in de Monts du Forez, Centraal Massief, in de gemeente Valcivières in het departement Puy-de-Dôme (regio Auvergne-Rhône-Alpes. Met zijn 1556 meter is de berg de tweede hoogste van de Monts du Forez. De Monthiallier is 78 meter lager dan de nabije Pierre-sur-Haute, het hoogste punt van de Monts du Forez. Desondanks verbergt de Monthiallier zijn hogere buur voor het merendeel van de inwoners van de vlakte van de Livradois. De berg ligt binnen het parc naturel régional du Livradois-Forez.